# Bernd Mützelburg

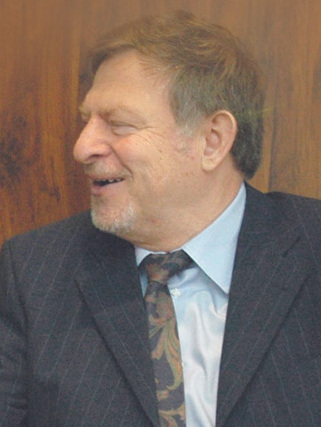
Bernd Mützelburg 2006

Bernd Mützelburg (* 17. Januar 1944 in Mainz) ist ein ehemaliger deutscher Diplomat.
Er war von 2006 bis 2009 Botschafter der Bundesrepublik Deutschland in Indien und vom 16. Februar 2009 bis zum 24. März 2010 Sonderbeauftragter des Auswärtigen Amtes für Afghanistan und Pakistan. Nach dem Regierungswechsel 2009 beließ ihn der neue Außenminister Guido Westerwelle zunächst zur Vorbereitung der Londoner Afghanistan-Konferenz am 28. Januar 2010 im Amt. Als Nachfolger ernannte das Bundeskabinett am 24. März 2010 den Botschafter Michael Steiner.

## Werdegang
Mützelburg leistete seinen Wehrdienst als Reserveoffizieranwärter in der Bundeswehr. Nach dem Studium der Rechtswissenschaften an der Universität Mainz und der Universität Marburg studierte Bernd Mützelburg an der Fletcher School of Law and Diplomacy in Boston und erwarb dort 1974 den akademischen Grad eines „Master of Arts“ (M. A.).
Nach dem Eintritt in den Auswärtigen Dienst 1972, folgte zunächst eine Verwendung als Persönlicher Referent des Staatsministers Karl Moersch (FDP) im Auswärtigen Amt.
Von 1975 bis 1978 war Mützelburg Ständiger Vertreter des Botschafters in Jamaika. Danach folgten Verwendungen im Auswärtigen Amt (im Referat für Abrüstung und Rüstungskontrolle), an der Ständigen Vertretung bei den Vereinten Nationen in New York sowie erneut im Auswärtigen Amt.
Von 1988 bis 1991 war Mützelburg Stellvertretender Leiter des Ministerbüros des damaligen Bundesaußenministers Hans-Dietrich Genscher.
1991 wurde er Botschafter der Bundesrepublik Deutschland in Kenia und zugleich Ständiger Vertreter bei der UNEP und HABITAT. Von 1995 bis 1999 war Mützelburg dann Botschafter der Bundesrepublik Deutschland in Estland.
Von August 1999 bis Juli 2001 war er Stellvertretender Leiter der Abteilung für Außen- und Sicherheitspolitik im Bundeskanzleramt unter Bundeskanzler Gerhard Schröder. Danach wurde er Leiter der Abteilung für Globale Fragen, Vereinte Nationen, Menschenrechte und Humanitäre Hilfe (GF) im Auswärtigen Amt. Sein Nachfolger als Leiter der Abteilung wurde Hans-Joachim Daerr.
Im November 2002 kehrte Mützelburg in das Bundeskanzleramt zurück und wurde diesmal als Nachfolger von Dieter Kastrup Leiter der Abteilung für Außen- und Sicherheitspolitik und Berater des Bundeskanzlers.
Nach der Bundestagswahl 2005 übernahm diesen Posten Christoph Heusgen und Mützelburg wurde als Botschafter für Sonderaufgaben ins Auswärtige Amt versetzt, bis er im Februar 2006 die Leitung der deutschen Botschaft in Indien übernahm. Am 16. Februar 2009 ernannte ihn Außenminister Steinmeier kurzfristig zum Sonderbeauftragten für Afghanistan und Pakistan.

## Ehrungen
- 2011: Verdienstkreuz 1. Klasse der Bundesrepublik Deutschland